# کاسالجیو نووارا
کاسالجیو نووارا (به ایتالیایی: Casaleggio Novara) یک کومونه در ایتالیا است که در استان نووارا واقع شده‌است.

## خصوصیات
کاسالجیو نووارا ۱۰٫۵ کیلومترمربع مساحت و ۸۶۹ نفر جمعیت دارد.